# Joris en de Draak
Joris en de Draak (deutsch: Georg und der Drache) ist eine am 1. Juli 2010 in Efteling (Kaatsheuvel, Nordbrabant, Niederlande) eröffnete Racing-Holzachterbahn des Herstellers Great Coasters International. Sie hat damit die 2009 abgerissene Bahn Pegasus ersetzt.
Die beiden Strecken, deren Namen Water und Vuur (dt.: Wasser und Feuer) lauten, sind jeweils etwa 720 m lang und erreichen eine Höhe von 25 m. Die Höchstgeschwindigkeit beträgt 75 km/h. Die Bahnen sind nicht exakt spiegelverkehrt oder gleich wie bei Racing Coastern sonst üblich. Teilweise verlaufen die Spuren parallel, teilweise spiegelverkehrt. Joris en de Draak kann deshalb als Mischung aus Racing- und Duelling-Coaster betrachtet werden.
Die Thematisierung orientiert sich an der Legende von Sankt Georg. Georg rettet die jungfräuliche Königstochter vor einem Drachen, indem er diesen tötet. Das Thema wird aber lediglich durch eine große Animatronic-Figur eines Drachen in Szene gesetzt. Die Stationen sind historisierend im mittelalterlichen Stil gestaltet, Water in Blautönen und Vuur in Rot.

## Züge
Joris en de Draak besitzt pro Spur zwei Züge vom Typ Millennium Flyer mit jeweils zwölf Wagen. In jedem Wagen können zwei Personen Platz nehmen. Die Anlage bietet eine maximale Kapazität von 1700 Personen pro Stunde. Mitfahrer müssen mindestens 110 cm groß sein.

## Resonanz

### Kritiken
„Keine Frage – ‚Joris en de Draak‘ ist nicht nur die beste Achterbahn im Portfolio von Efteling, sondern aufgrund des ‚Racing-Charakters‘ vielleicht sogar der beste Woodie von ganz Benelux“

„Einmal mehr hat der größte Geschichtenerzähler in Europa eine ganz außergewöhnliche Attraktion geschaffen, welche den Anspruch des Parks auf einen oberen Podiums-Platz eindrucksvoll unterstreicht […] Joris en de Draak ist eifelsfrei eine der besten und spannendsten Holzachterbahnen in Europa geworden […]“

### Auszeichnungen
- Amusement Today: Fünftbestes neues Fahrgeschäft 2010 (Kategorie „Best New Ride for 2010“ bei den Golden Ticket Awards)[1]